# Бенедикт из Нудожер
Бенедикт (Лаврентий) из Нудожер (10 августа 1555, Нудожеры-Брезаны, Габсбургская империя (ныне на территории Словакии) — 4 июня, 1615, Прага) — словацкий математик, филолог, педагог, научный писатель, переводчик псалмов, гуманист, латинский поэт. Известен как составитель первого труда по чешской грамматике.

## Биография
Образование получил в Йиглаве и Праге, где в 1600 году получил степень магистра. Затем был школьным учителем и директором школ в Гавличкув-Броде и других чешских городах. С 1603 или 1604 года состоял профессором философского факультета Пражского университета, где преподавал древние языки, математику и физику (также несколько раз избирался деканом этого факультета), а после 1615 был директором Каролинума. Выступал за сокращение часов, выделяемых на преподавание религиозных предметов, в пользу светских, и за различные реформы образования.
Главным сочинением Бенедикта было «Grammaticae Bohemicae ad leges naturalis methodi conformatae et notis numerisque illustratae ac distinctae libri duo», изданное в Праге в 1603 году. Это первая систематическая грамматика чешского языка; она разделяется на две части: этимологию и синтаксис. Так как в ней было мало пиитики, то Бенедикт издал второе сочинение — «Aliquot psalmorum Davidicorum paraphrasis rythmico-metrica, lirico carmine ad imitationem Latinirum nunc primum attentata. Żalmové někteřì w pisně české na způsob veršů latinskych uvedeni a vydani» (Прага, 1606). Оно включало перевод десяти псалмов, после которых следовали указания их размера и мелодии; перед псалмами находились метрические правила чешского языка. Кроме этих сочинений ему принадлежат «Elementa Arithmeticae» (издано в 1612 году) и несколько стихотворений, написанных на латыни. Известно, что он написал и много других сочинений, в том числе по поэтике и математике, но большинство его рукописных трудов погибло во время разграбления Праги в 1620 году.